# 本村 (三重県)
本村（もとむら）は三重県一志郡にあった村。現在の津市の東部、久居市街の北・東・南を取り囲む区域にあたる。

## 地理
- 河川：雲出川、相川

## 歴史
- 1889年（明治22年）4月1日 - 町村制の施行により、本村・小戸木村の区域をもって発足。
- 1931年（昭和6年）4月1日 - 久居町に編入。同日本村廃止。

## 経済

### 産業
農業
『大日本篤農家名鑑』によれば、本村の篤農家は「平野好澄、横田藤吉、信藤律吉」などである。

## 交通

### 鉄道路線
- 中勢鉄道
  - 軌道線
    - 相川停留場

村域を参宮急行電鉄の津線（現・近鉄名古屋線）が通過したが、駅は所在しなかった。

## 現在の町名
- 大字甲 - 久居元町、久居野口町、久居持川町、久居井戸山町（一部）
- 大字乙 - 久居井戸山町（一部）、久居藤ヶ丘町、久居相川町、久居野村町、久居小野辺町、久居北口町（一部）、久居新町（一部）、久居桜が丘町、城山（一部）
- 大字丙 - 久居明神町、久居北口町（一部）
- 大字小戸木 - 久居小戸木町

## 出身人物
- 上野英三郎（農学者） - 東京帝国大学教授。忠犬ハチ公の飼い主としても知られた。